# Amatitlán, Guatemala
Amatitlán är en kommunhuvudort i Guatemala.   Den ligger i departementet Guatemala, i den södra delen av landet, 20 km sydväst om huvudstaden Guatemala City. Amatitlán ligger 1 207 meter över havet och antalet invånare är 71 836. Den ligger vid sjön Lago de Amatitlán.
Terrängen runt Amatitlán är kuperad åt sydost, men åt nordväst är den bergig. Amatitlán ligger nere i en dal. Runt Amatitlán är det ganska tätbefolkat, med 248 invånare per kvadratkilometer. Närmaste större samhälle är Villa Nueva, 5,3 km nordost om Amatitlán. I omgivningarna runt Amatitlán växer huvudsakligen savannskog.